# Такахо (Вирџинија)
Такахо (енгл. Tuckahoe) насељено је место без административног статуса у америчкој савезној држави Вирџинија.

## Демографија
По попису из 2010. године број становника је 44.990, што је 1.748 (4,0%) становника више него 2000. године.
| Група             | 2000.          | 2010.          |
| Белци             | 37.856 (87,5%) | 35.358 (78,6%) |
| Афроамериканци    | 2.499 (5,8%)   | 4.355 (9,7%)   |
| Азијати           | 1.484 (3,4%)   | 1.845 (4,1%)   |
| Хиспаноамериканци | 923 (2,1%)     | 2.640 (5,9%)   |
| Укупно            | 43.242         | 44.990         |